# ようこそ実力至上主義の教室へのエピソード一覧
ようこそ実力至上主義の教室へのエピソード一覧（ようこそじつりょくしじょうしゅぎのきょうしつへのエピソードいちらん）は、衣笠彰梧による日本のライトノベル作品『ようこそ実力至上主義の教室へ』におけるエピソードの一覧。
本項では原作小説のエピソードについてのみ扱い、漫画版については割愛する。テレビアニメ版のエピソード一覧についてはようこそ実力至上主義の教室へのアニメエピソード一覧を参照されたし。

## 1年生編

### 第1巻
就職・進学率共にほぼ100％と言われる全国屈指の名門校・高度育成高等学校に主人公・綾小路清隆は入学する。清隆が配属されたDクラスは問題児の集まりであり、彼らは同校の好待遇を利用しながら好き勝手に行動する。その結果、毎月振り込まれるはずであるプライベートポイントがDクラスだけ振り込まれておらず、彼らは同校が優秀な生徒のみが好待遇を受けられる実力主義の学校であることを初めて知る。来月からの支給ポイントを少しでも上げるために、堀北鈴音と平田洋介はそれぞれ中間試験に向けた勉強会を開く。担任・茶柱佐枝の言動や職員室の様子に違和感を覚えた清隆は過去問の存在を確信し、櫛田桔梗とともに3年Dクラスの生徒に接触し、過去問の入手に成功する。試験当日、彼らの暗躍によりDクラスは学校側の予想を上回る成績を残すも須藤健のみが赤点を取ってしまい、担任から退学を言い渡される。しかし、清隆と鈴音は担任に交渉し、須藤の得点1点を10万プライベートポイントで購入することで彼を退学の危機から救う。
カバーイラスト
イラスト担当・トモセシュンサクは本作における最初のカバーイラストゆえに、ここで今後の描き方が決まると考えたことから、気合を入れて取り組んだと振り返っている。

### 第2巻
Cクラスの男子生徒3人が須藤に暴行を受けたとして学園に訴えた。Cクラスに嵌められたと言い張る須藤を救うために清隆たちは動き出す。清隆たちは事件の目撃者を探すことになるが、鈴音の情報により、目撃者がクラスメイトの佐倉愛里であることが判明し、清隆たちは彼女と接触を図ろうと試みる。当初は避けられていたが、櫛田の行動により愛理との距離を縮め、協力させることに成功する。愛理は暴行事件を目撃したと証言するが、審議はお互いの主張が完全に食い違う水掛け論となる。Cクラス担任の坂上数馬は双方の停学処分を提案するが、鈴音が須藤の無罪を主張したことで、日を改めて再審議となる。清隆の誘導により、鈴音はBクラスの一之瀬帆波と協力し、事件現場に偽の監視カメラを設置する。石崎たちを呼び出し、学園側は最初から事件の真相に至っていたという偽の事実を半ば強制的に信じさせると、退学を恐れた彼らは訴えを取り下げざるを得なくなり、事件は幕を下ろす。
カバーイラスト
トモセは本巻のカバーイラストの二人（櫛田桔梗・佐倉愛里）のポーズが決まっていることから、自身のお気に入りのカバーイラストであると述べている。

### 第3巻
無人島へのバカンス旅行ということで豪華客船での移動中から多くの生徒が浮足立つも、待っていたのは「自由」がテーマの特別試験だった。クラスごとに分かれ、1週間のサバイバル生活が始まるが、男女間の口論や高円寺六助の身勝手なリタイアなど前途多難。開始早々他クラスから大きく後れを取るも、キャンプ経験の豊富な池寛治の知識もあり、平田がまとめ役となることで集団生活も軌道に乗る。各クラスの思惑を探るため清隆と鈴音が偵察に赴くなど徐々に動き始めたDクラスだったが、軽井沢恵の下着が紛失する事件が発生し、まとまりかけたDクラスは再び分裂する。さらに追い打ちをかけるように火事が発生し、Dクラスに潜入していた伊吹澪も姿を消す。鈴音は一人追いかけるも試験前から続く体調不良で惜しくも地に伏して意識を失うと、伊吹はDクラスの情報をCクラスの龍園翔とAクラスの葛城康平に渡したことで、Dクラスは追い詰められる。しかし、清隆の水面下での暗躍によって龍園の策略からDクラスを守り、クラスを圧勝へと導く。
著者言及
著者・衣笠彰梧は本巻から物語が大きく進行すると述べ、本巻を「クラスポイントを巡る熾烈な争いの第一幕」と表現している。また、本巻は各クラスの狙いや方針が判明し、主人公やクラスメイトの考え方が徐々に見えてくるストーリーとなっていると述べている。
アンケート企画
「ラノベニュースオンラインアワード2016年1月刊」では「総合部門」に選出された。

### 第4巻
帰路に向かう豪華客船で生徒たちの元に学校側から1通のメールが届くと、前回とは一転して「シンキング」がテーマの特別試験が始まった。全クラス混合でのグループ分けが行われたが、傍若無人に振る舞う恵の行動や話し合いに参加しないAクラスの存在により、清隆のグループは険悪な雰囲気となる。そんな中、過去の因縁からCクラスの女子たちが、恵に対し執拗に罵詈雑言を浴びせ始める。清隆は平田の計らいにより、恵と平田の関係や過去を知る。彼女らは再び恵に迫り、遂に恵に対し暴力を振るい始める。その後、清隆は恵が抱えている闇の真相にたどり着き、過去の呪縛から解放することを彼女に約束する。一方、Aクラスの策略に手を焼いていた他クラスだったが、密かに動いていた清隆や機転を利かせた一之瀬の作戦によりAクラスを罠に嵌めることに成功する。だが、最終的には試験の根幹に辿り着いていた龍園の策略により、Cクラスの圧勝を許す。清隆たちの前に現れた龍園は鈴音に宣戦布告を行い、去っていった。
著者言及
衣笠は前巻同様に各クラスの思惑が動き、明暗が分かれる展開となると述べている。また、本巻の内容は他クラス混合での協力戦であり、自身は学生時代に他クラスの生徒と一緒になると調子が出せなかったと振り返っている。
他者言及
アイスランドのウェブサイト『Inquisitr』のライター・Patrick Fryeは本巻の特別試験について「生徒たちの精神力が試される試験」であると述べている。

### 第4.5巻
夏の特別試験も終了し、生徒たちに正真正銘の夏休みが始まる。占い師に会うためにケヤキモールへとやってきた清隆は偶然伊吹と出会う。伊吹は自身の強気な性格に悩み、占い師の元へ赴いていたようで、清隆はそんな彼女に一定の理解を示しつつも助言をし、その翌日には共に占いを受ける。葛城も校則により外部との接触を許されず、家族にプレゼントを届けることが出来ない現状に悩んでいた。葛城は現状を打開するために生徒会に掛け合うも学に言いくるめられ要求は却下されるも、校則の裏をかいた清隆や実行役の須藤の助けもあり、無事プレゼントを届けることに成功する。その後も清隆は鈴音のアクシデントや山内春樹の告白に振り回されつつ残り少ない夏休みを満喫していたが、須藤たちに強引に誘われ、半強制的にプールへ参加する。そこで彼らの女子更衣室盗撮計画を事前に知っていた清隆は、恵にその旨を伝え計画の阻止を指示することにより盗撮計画を未然に防ぎ、恵の信頼を得ることに成功する。
著者・イラスト担当言及
衣笠は本作がシリアス寄りに展開されていることから、ガス抜き的なサイドストーリーを出したいと考えていた。また、本巻では会話のない新たな登場人物も登場するなど次巻への前段階となるストーリーとなり、綾小路清隆を取り巻く女性キャラクターも色濃くなると述べている。
トモセは本巻が外伝的な巻であることから、普段とは異なりリラックスした日常のひとコマをイメージしたと述べている。
他者言及
ライターのPatrickは「綾小路清隆とクラスメイトの女性キャラクターたちとの関係性」をテレビアニメと原作小説の最も大きな相違点であるとした上で、クラスメイトの1人である軽井沢恵が綾小路清隆に好意を寄せ始めるという展開は本巻から始まると述べている。

### 第5巻
2学期を迎えたDクラスが次に挑むのは体育祭だった。全学年を2つに分け、各学年・クラス混同での対決となり、DクラスはAクラスとタッグを組む。Dクラスは紆余曲折ありながらも方針を固め、最終的に学年トップクラスの身体能力を持つ須藤がリーダーとなる。体育祭が開幕し、順調な滑り出しを見せたDクラスだったが、競技に参加しようとしない高円寺の存在やCクラスからの執拗な策略により、苛立ちを増していった須藤は平田に手を上げ、その場から逃げ出す。清隆は現状を打開するため、鈴音に須藤を捜索するように仕向ける。鈴音は自暴自棄に陥っていた須藤を必死に説得し、観念した須藤はバラバラになりかけたDクラスを再びまとめあげる。体育祭終盤、清隆は生徒会長・堀北学とリレー対決をすることとなり、全生徒の前で実力の一端を披露する。一方、これまでのCクラスの不可解な躍進は櫛田の裏切りによるものであることが判明し、彼女は鈴音に対し「必ず鈴音を退学させる」と告げる。体育祭終了後、清隆を呼び出したAクラスの坂柳有栖は清隆が「ホワイトルーム」にいたことを知っていると明かし、清隆に対し宣戦布告を行う。
著者言及
衣笠は本巻から主人公・綾小路清隆の過去が徐々に語られることに加え、新たなライバルや特別試験の登場により、これまで以上に目まぐるしく展開が変わると述べている。また、本巻から様々な登場人物たちが個性を発揮し始めると述べている。
売上
2017年度ライトノベル年間売上ランキング（タイトル別、ORICON調べ）では、推定95,390部を記録した本巻が20位を獲得した。

### 第6巻
生徒会の新旧交代式が行われ、南雲雅率いる新生徒会が誕生した頃、体育祭で凄まじい身体能力が周囲に知れ渡った清隆は多くの人間から注目されるようになり、過去に殆ど接点のなかった佐藤麻耶から連絡先交換を求められる。今回の期末試験「ペーパーシャッフル」は、クラス内のペアが学校側の設定した点数をクリアしなければ退学となる上、期末試験の内容はクラスで作成し、それを対戦クラスへと割り当てるというもの。清隆はクラスでは孤独組だった長谷部波瑠加らと試験勉強を通じて親交を深め、「綾小路グループ」を結成する。鈴音は今後の自身への妨害を防ぐため、櫛田と数学の点数勝負の賭けをすることになり、その流れで清隆と鈴音は櫛田の過去を知る。Cクラスへの出題文提出日、櫛田が試験で満点を確実に取れる状況を作り出していたことが判明し、清隆でさえ打つ手がない状態に追い込まれる。しかし櫛田の作戦を先読みしていた鈴音によって櫛田の目論見は外れ、最終的に賭けは鈴音が勝利する。一方、Dクラスを陰で操る「X」の正体を暴こうとしていた龍園は、その目的を果たすため恵を次のターゲットに指定する。
著者言及
衣笠は各登場人物の内面的な変化を描いたと述べ、本巻を「嵐の前の静けさに当たるような癒しの巻」と表現している。

### 第7巻
「X」の正体を暴こうとする龍園の策略により、DクラスはCクラス生徒から監視される。そんな中、清隆は図書館にてCクラスの椎名ひよりと出くわし、互いにミステリー小説好きであることから意気投合する。清隆は茶柱に応接室へと案内され、そこでついに自身の父親である綾小路篤臣と再会する。退学を迫る篤臣とそれに応じない清隆との論争は互いに譲ることなく平行線を辿るも、最終的に理事長である坂柳成守の口添えにより論争の幕は閉じ、篤臣は学校を去る。元生徒会長である学が清隆の寮部屋を訪ね、彼から高度育成高等学校が築き上げた伝統を根底から覆そうとする南雲の野望を食い止めるための協力を依頼される。龍園は着々と「X」の候補を絞っていったものの特定には至らず、ついに「X」と裏で繋がっていた恵を利用するため、彼女を学校の屋上へと呼び出す。恵が「X」の正体を一向に話そうとしないため、龍園は恵を心身共に追い詰める。恵は窮地に追い込まれ、清隆を守るために自己保身の心を捨てようとした時、入学当初から裏で暗躍し続けた清隆がついに龍園の前に姿を現し、自身が「X」であると告げる。「X」の正体を知った龍園は清隆と戦闘を交えたが、清隆との圧倒的な戦力差の前に敗北する。
著者言及
衣笠は綾小路清隆の過去や龍園翔との決戦など、これまで以上にストーリーが進展すると述べている。
アンケート企画
「ラノベニュースオンラインアワード2017年10月刊」では「総合部門」「熱かった部門」に選出された。
英語版の原文改変問題
セブンシーズ・エンタテインメントから出版された1年生編第7巻（英語版）にはオリジナル版（日本語版）に記載されていた内容の省略または書き換えなどの改変が行われており、本巻を手に取った読者からはストーリー上で何が起こったのかを理解するのに苦労したと苦情が寄せられた。これに対しセブンシーズ・エンタテインメントは新装版を発売し、旧版を購入した読者に対して返品および交換措置を行った。

### 第7.5巻
屋上での一件後、恵は自身を救い出した清隆のことを意識するようになる。そんな中、佐藤から「清隆とのクリスマスデート」についての相談を受ける。そこで恵はデートプランを考え、結果的に自身と平田も交えてダブルデートをすることとなる。一方、清隆はケヤキモールへと足を運んでいたが、そこで有栖、神室真澄と出会う。有栖は一之瀬の弱点を知り得たことから「一之瀬を徹底的に叩き潰す」と清隆に告げる。清隆は立ち寄った映画館で伊吹と出くわす。清隆のこれまでの行動に不満を持っていた伊吹はケヤキモール内の倉庫で清隆と拳を交えるもあっさりと敗れる。清隆は龍園を呼び出し、互いに今後の展望について語り合う。そんな中、両者の前に学が現れ、南雲を失脚させるのための情報交換を行う。ダブルデート当日、街を歩き始めた4人は南雲と出くわし、学に一目置かれている清隆は南雲から宣戦布告される。その後、4人は映画観賞や食事を終え、恵と平田は二人への配慮という名目で先に帰る形となる。二人きりになり、佐藤は清隆に告白をするも、清隆はそれを断る。その後、清隆は恵と合流し、学の紹介により南雲失脚を望む現生徒会副会長の桐山生叶と裏で協力関係を結ぶ。
著者言及
衣笠は前巻の補完的な位置づけのストーリーであるとし、前巻における屋上の一件以降に各登場人物が何を考えているのかが判明すると述べている。
他者言及
ウェブサイト「ほんのひきだし」によれば「『もはや本編といって差し支えない』と読者の間で絶賛の声があがっている」とのこと。
売上
2018年度ライトノベル年間売上ランキング（同）では、推定101,239部を記録した本巻が15位を獲得した。
アンケート企画
「ラノベニュースオンラインアワード2018年1月刊」では「総合部門」「萌えた部門」に選出された。

### 第8巻
3学期となり、高度育成高等学校の全生徒は山奥の林間学校に案内される。今回実施される特別試験「混合合宿」は男女別で他クラス・他学年が入り混じった各グループで共同生活を行い、最終日に総合テストを実施するというもの。林間学校に到着した生徒たちは話し合いによりグループを形成し、最終的に清隆は南雲がいるグループに所属する。グループ確定後、南雲が学に対し勝負を熱望したが、それに対し学は「他の生徒を巻き込まない」ことを条件に勝負を受け入れる。各グループでの共同生活が始まるも、清隆の所属するグループは身勝手に行動する高円寺や悪態をつく石崎の存在により険悪な雰囲気となるも、橋本正義の機転を利かせた行動によりグループ内のわだかまりは解ける。総合テスト当日、グループのメンバーたちは紆余曲折ありながらも問題なく試験を受ける。総合テスト終了後に結果発表が行われ、学が所属するチームが1位となり2人の勝負は学に軍配が上がる。しかし、南雲の策略により元生徒会書記の橘茜が退学になるように仕向け、結果的に学のクラスは彼女を救済させたことにより大ダメージを負う。南雲は今まで築き上げた学からの信頼を自ら捨て、彼に対し改めて宣戦布告を行う。
著者言及
衣笠はこれまではDクラスとCクラスの戦いをメインに描いてきたが、本巻以降は変化していくと述べている。
売上
2018年度ライトノベル年間売上ランキング（同）では、推定104,500部を記録した本巻が14位を獲得した。

### 第9巻
Cクラスでは恵と平田の突然の破局により周囲は騒然とした雰囲気となる。また、同時期に一之瀬に対する誹謗中傷の噂が出回る。清隆は鈴音と共に一之瀬に会い、彼女から噂の出所は有栖である可能性が高いことが告げられる。1年生全員のポストに「一之瀬帆波は犯罪者である」と書かれた手紙が投函され、Bクラス生徒が動揺を見せる中、清隆の前に神室が姿を見せる。神室は一之瀬が行った過去の万引きを清隆に話した上で、有栖の計画の阻止を清隆に要請する。その後、Aクラスを除く3クラスの混乱を促す複数の噂が掲示板に書き込まれたことで、AクラスとDクラスとの間で殴り合いの喧嘩が勃発し、Aクラスと他クラス間で大きな溝が生じる。AクラスはBクラスへと乗り込み、有栖は一之瀬に過去の罪を自白するように促すと、一之瀬はクラスメイトの前で自身の過去を語る。一之瀬の告白を聞いたクラスメイトたちはそれでも彼女についていくことを誓い、一之瀬自身も過去の罪を克服したことにより、有栖の思惑は失敗に終わる。清隆は有栖からの呼び出しに応じ、彼女から「一連の騒動は清隆に関心を持ってもらうため」だったことが告げられ、さらに彼女は自身との勝負を要請し、清隆は承諾をする。
著者言及
衣笠はこれまでスポットが当たらなかった一之瀬帆波を中心としたストーリーであるとし、特別試験が行われないものの、展開はシリアス寄りであると述べている。
売上
2018年度ライトノベル年間売上ランキング（同）では、推定89,332部を記録した本巻が18位を獲得した。
アンケート企画
「ラノベニュースオンラインアワード2018年9月刊」では「総合部門」「熱かった部門」に選出された。

### 第10巻
学校の歴史上初めて3学期末試験時点で退学者を一人も出さなかった結果、1年生には追加の特別試験が実施されることとなる。今回実施される特別試験「クラス内投票」は生徒全員が自クラスから称賛に値する生徒と批判に値する生徒を各3名、他クラスから称賛に値する生徒を1名選出し、批判票を最も多く集めた生徒は退学しなければならないというもの。Aクラスでは葛城、Dクラスでは龍園の退学が濃厚になっており、Bクラスでは一之瀬が南雲からプライベートポイントの不足分を補うための条件として自身との交際を要求される。自身がターゲットにされていることを恵から告げられた清隆は、櫛田から首謀者が山内であることを聞き出す。投票前日、鈴音がクラスメイト全員の前で退学すべき人物に山内を指名したことが決定打となり、山内は最多の批判票を投じられ退学となる。Aクラスでは戸塚弥彦、Dクラスでは真鍋志保が退学となり、Bクラスは清隆の暗躍により退学者が出ず、一之瀬と南雲の交際も白紙となる。一方、学校側では成守が謹慎を命じられ、彼の代理として月城常成が赴任する。月城は篤臣の息のかかった人物であり、彼は清隆に対し宣戦布告を行い、去っていった。
著者言及
当初は本巻で1年生編が完結する予定であったものの、本巻で収録予定だった「追加試験」と「1年生編最終試験」において前者でページの大半を使い果たしてしまったため、後者を次巻に持ち越すこととなった。
他者言及
書評家・ライターのタニグチリウイチは本巻の特別試験について「誰かを投票によって退学に追い込む残酷な試験」であると述べている。
売上
2019年度ライトノベル年間売上ランキング（同）では、推定119,101部を記録した本巻が14位を獲得した。
アンケート企画
「ラノベニュースオンラインアワード2019年1月刊」では「総合部門」に選出された。

### 第11巻
初の退学者を出したCクラスは、今年度最後の特別試験を迎える。今回実施される特別試験「選抜種目試験」はクラスの総合力が問われるもので、対戦する1クラスを相手にランダムに選択された7種目で勝敗を決するというもの。また、各クラスは司令塔を1人用意せねばならず、Cクラスでは清隆が自ら立候補する。清隆率いるCクラスの対戦相手は有栖率いるAクラスとなる。山内の退学により自身の抱えるトラウマから精神崩壊を起こしていた平田はクラスメイトとのかかわりを避けるようになる。そんな中、清隆は平田と接触し、彼を過去の呪縛から解放させることに成功する。特別試験当日、AクラスとCクラスの対戦カードは互いに拮抗する形となり、最終種目「チェス」で雌雄を決することとなる。清隆と有栖は激戦を繰り広げていたものの最終的に有栖が勝利したことによりCクラスは敗北する。一方、BクラスとDクラスの対戦は、龍園の策略により形勢が逆転し、Bクラスは敗北する。試験終了後、清隆と有栖は月城から「試験に強制介入した」旨を聞かされ、清隆は今後の月城の動向に警戒せざるを得なかった。
売上
2019年度ライトノベル年間売上ランキング（同）では、推定116,366部を記録した本巻が15位を獲得した。

### 第11.5巻
1年最後の特別試験を退学者なしで乗り越えたCクラスは3年生の卒業式を迎える。苦戦を強いられた学のクラスは無事Aクラスでの卒業を果たす。清隆は月城対策として成守らと秘密裏に交渉を成功させる。清隆は兄である学との最後の接触に踏ん切りのつかない鈴音の背中を押すも、鈴音はこの場で学と話すことなかった。一方、南雲は学との勝負に敗れたものの、悔いは全くないようであり、彼は清隆に対し「来年度はこれまで以上に個人の成績が左右する仕組みに変える」と告げる。清隆が本気でAクラスを目指すことを知った鈴音は、清隆の本当の実力を確かめるために自身の生徒会入りを賭け、来年度の試験で勝負を要請する。学は清隆とともに鈴音を待っていたが現れず、時間となったため学校を去ろうとしたが、そこにショートヘアーとなった鈴音が現れる。そこで鈴音は兄である学を目標にするのではなく自分の道は自分で考え、切り開くという意思を見せたことで、学は鈴音の成長に安堵し二人は和解する。春休み終盤、清隆は恵自身の成長のために恋愛は欠かせないと確信し、彼女を部屋に呼び出し告白する。恵が告白を承諾したことにより二人は恋人関係となる。
著者言及
衣笠は総括として、生徒たちが1年間でどのように変化し、また変化していくのかをメインとして描いていると述べている。

## 2年生編

### 第1巻
清隆たちは2年生に進級し、新たに南雲が発案した生徒個人の能力を数値化するアプリ・OAA (Over All Ability) が導入される。また、新入生たちが新しく入って来るが、その中には月城の陰謀で清隆を退学させるためのホワイトルーム出身者が含まれていた。清隆は正体不明のその生徒を警戒するも、4月の特別試験で2年生は1年生とペアを組まなくてはいけなくなる。しかし、新入生は龍園に並ぶと言われる凶暴な宝泉和臣、櫛田や鈴音と同中学出身の八神拓也、清隆たちにパートナー探しの勝負を仕掛ける天沢一夏など、癖がある者ばかり。鈴音や清隆は試験を乗り切るために1年Dクラスの七瀬翼と協力関係を築こうとするが、宝泉が原因で難航する。最終的に宝泉の企みを破った清隆は彼の協力を取り付け、どうにか特別試験を切り抜けた。
著者言及
衣笠は新シリーズ開幕となる本巻以降、同級生、上級生、下級生、学校側の四方での戦いが中心とってストーリーが展開されていくと述べている。
カバーイラスト
トモセは2年生編に突入したことから、「綾小路清隆が今までよりも一歩前に出て存在感が増している」というイメージで描いたと述べている。
売上
2020年度ライトノベル年間売上ランキング（同）では、推定135,382部を記録した本巻が12位を獲得した。
アンケート企画
「ラノベニュースオンラインアワード2020年1月刊」では「熱かった部門」に選出された。

### 第2巻
数学の試験で満点を取ってしまった清隆は案の定クラスメイトから疑問の目を向けられるが、鈴音と平田の機転でどうにか難を逃れ、崩壊しそうだった綾小路グループの仲も修復される。そして鈴音は南雲のいる生徒会へ入ることとなった。ホワイトルーム生の正体が不明なまま時間は流れ、1年生時にも行われた無人島特別試験が発表される。上位者が得られるポイントも膨大かつ、今回は3年生や1年生も参加するという大がかりなサバイバルを前に、生徒らはそれぞれがグループを結成。Dクラスでは高円寺が本気を出すと宣言し、1学期の終業式を終えた。
著者言及
衣笠は次巻から始まる特別試験の前哨戦であると述べている。
他者言及
書評家・ライターのタニグチリウイチは綾小路清隆に疑問の目が向けられるも堀北鈴音の行動よって事なきを得た場面について「鈴音の判断力が光る場面だが、彼女がそう言い訳せざるを得ない状態に追い込んだのも清隆の計算だとしたら、なおのこと不気味な才能である」と述べている。
売上
2020年度ライトノベル年間売上ランキング（同）では、推定118,572部を記録した本巻が15位を獲得した。
アンケート企画
「ラノベニュースオンラインアワード2020年6月刊」では「総合部門」「熱かった部門」に選出された。

### 第3巻
無人島における2週間もの試験が開始となった。毎日発表される指定エリアへの到達や各所で行われる課題の攻略といった数々のルールを頭に入れた清隆は、個人でポイントを稼ぐためサバイバル生活をスタートさせる。恵との恋人関係を続けつつ、着々とポイントを積み上げていく清隆だが、途中で同行すると申し出てきた七瀬の頼みを聞き入れ、二人で行動することになる。南雲率いる3年生や高円寺が上位グループに並ぶ中、時には出会った須藤や池のグループと交流して日々を過ごすも、試験開始から7日目に突如本性を現した七瀬が清隆に襲いかかる。だが、清隆は難なく彼女を返り討ちにし、互いに語り合った末、和解を果たした。
著者言及
衣笠は本作の刊行がスタートして以降初めて、1つの特別試験で2冊以上消費することとなったと述べている。

### 第4巻
改めて七瀬と協力関係を築いた清隆。だが、その場に天沢が現れ、清隆に自分がホワイトルーム生だという秘密を明かす。その事実を頭に入れつつも、七瀬と別れた清隆はポイント稼ぎを再開する。一方、ポイントを爆稼ぎする高円寺に対し、危機感を感じた桐山率いる3年生グループが妨害に動くも、高円寺の前にその行為は無力だった。試験終盤、いよいよ椿や宝泉ら1年生が清隆潰しへと動くも、既に清隆は有栖や龍園と協力しており、それを未然に防ぐ。そして清隆は最後の妨害工作に出た月城や司馬と対峙するが、鬼龍院楓花の助太刀もあり、ついに彼らの策を退けて無事に試験を終える。最終的に試験は高円寺が見事に1位を取った。
著者言及
衣笠は収録されているエピソードの他にも主要人物たちの戦いなど書きたかったエピソードはいくつもあったものの、本筋から離れてしまうことにより断念したと述べている。

### 第4.5巻
特別試験が終わり、船内で過ごす清隆は3年生全員から異常な視線を向けられる。鬼龍院からの情報で3年生の視線は南雲の策略だと推測。清隆が無人島で受けた一之瀬の告白の返事をしようとした直後に南雲が現れる。南雲が一之瀬の前で清隆が恵と付き合っていることを暴露し、ショックを受ける一之瀬。南雲は清隆に土下座をしてもう一度自分と勝負をしない限り監視はやめないと伝え、去った。天沢視点では天沢は八神と会っていた。つまりホワイトルームの刺客は八神拓也だということが判明した。コンサートホールで茶柱と密会中に月城が現れ、月城は清隆に2学期に成守が復帰すると告げる。月城は理事長代理を降りるが、また会うことを示唆する。
著者言及
衣笠は1年前の夏休みから大きく成長した登場人物たちの様子を見ることができると述べている。

### 第5巻
学期が開始と共に2つのイベント、体育祭と初の文化祭の開催が発表された。それと同時に「満場一致特別試験」の実施も決定。鈴音の指示の下、順調に課題を突破するCクラス。余裕を持って挑む最終課題は「クラスポイントを100ポイント得る代わりに、生徒一名を退学させる」というもの。清隆・鈴音の退学を企図する櫛田による賛成が続き試験は難航する。清隆が「賛成を続ける人物を知っている」と発言したことを契機に、一転、全員が賛成に投票する。櫛田は清隆に本性を暴かれ激昂しクラスメイトの秘密を暴露する。クラス内に櫛田を退学にさせる機運が醸成されるが、鈴音が櫛田の有能性を再確認し退学に反対する。清隆はOAA最下位の佐倉がクラスに不要だと判断し、引導を渡す。
著者言及
衣笠は本巻を2年生編の第二幕の始まりであると同時に「大きな転換期」になると述べている。また、本巻は久々に他学年がほぼ登場しないストーリー展開となっており、衣笠は本巻を「この物語の本題は同学年である、という再認識の一冊」であると表現している。
カバーイラスト
今作は佐藤麻耶と松下千秋が描かれているが、女性キャラクター二人が描かれるのは1年生編第3巻以来である。
他者言及
書評家・ライターのタニグチリウイチは本巻の試験を「なかなか苛烈なデスゲーム」と表現したうえで、「ドラマ『イカゲーム』のように生死に関わるほどではないとはいえ、生徒たちにとっては将来に関わる問題なのである。現実世界でもしも自分たちがつきつけられたら、どういった判断を下すのかと考えさせられる」と述べている。また、タニグチは「組織を運営する上で大切な、人心の掌握に大切なこととは何かを考えさせられる」とも述べている。

### 第6巻
満場一致特別試験の代償は大きく、櫛田、長谷部、王の3人が学校を連続欠席するが、堀北クラスはCクラスからBクラスになる。体育祭の詳細が発表されるが、鈴音への反発から堀北クラスは練習すら始められない。このままではマイナスの結果になりかねない。3人の生徒のクラス復帰に向けて鈴音や平田が働きかけなんとか登校してもらえる。一方個人の実力が大きく影響を及ぼす今回の体育祭。小野寺と須藤は共闘し、ほぼすべての種目で一位を得る。
売上
2022年度ライトノベル年間売上ランキング（同）では、推定127,315部を記録した本巻が6位を獲得した。

### 第7巻
堀北クラスは「メイド喫茶」をやる方針で文化祭へ向け準備を進める。その最中、龍園が堀北クラスとの協力関係を一方的に破棄し、龍園クラスも「コンセプトカフェ」をやると宣言する。体育館で偶然3年Aクラスの朝比奈なずなに接触した清隆は、朝比奈の話を聞き南雲に興味を持つ。清隆は南雲に自ら勝負を持ち掛け、南雲は考えた末にこの提案を承諾した。また、現状に焦りを覚えていた一之瀬クラスの神崎隆二に接触した清隆は、姫野ユキと引き合わせ、低迷する一之瀬クラスの変革を促す。文化祭当日、櫛田の協力もあり長谷部・三宅を文化祭に参加させることに成功。学校の裏ルールを利用し、メイドになった茶柱の頑張りにより、堀北クラスは最終的に1位を獲得した。文化祭の最中、櫛田を連れ出し詰め寄る天沢だったが、南雲の協力により駆け付けた清隆に、なすすべなく圧倒され敗北する。八神拓也を無人島特別試験時に見た紙の筆跡の持ち主だと考える鈴音は、八神の筆跡を確認するべく生徒会室に向かった。なぜかその場に現れた八神は、危険と見なした伊吹により拘束される。さらにその場に南雲、龍園、小宮、木下、Aクラス担任の真嶋、Cクラス担任の坂上が現れ、無人島試験で小宮と木下に重傷を負わせた犯人が八神だったということが明らかになる。退学が確定した八神は豹変し、伊吹、真嶋を瞬殺するが、突然現れた天沢とホワイトルーム関係者に連行され、幕を閉じた。
売上
2022年度ライトノベル年間売上ランキング（同）では、推定115,780部を記録した本巻が10位を獲得した。
アンケート企画
「ラノベニュースオンラインアワード2022年6月刊」では「熱かった部門」に選出された。

### 第8巻
2学期の期末試験が終わり2年生は4泊5日の北海道への修学旅行に向かう。旅行前、清隆は天沢・七瀬と話し、天沢が学園に残ることを打ち明けられ、今後七瀬が清隆の味方として動くものの、何かを明かしていないと考える。修学旅行中は各クラスの男女2名ずつ、計8名のグループで行動する規則となっていた。これは自身のクラスのみではなく他クラスとも交流を図り情報を集めるように促す学校の意図があった。清隆は櫛田や龍園、Aクラスの鬼頭らと同じグループとなる。清隆は櫛田を退学させるつもりはないことを龍園に告げ、それを理由に龍園は櫛田への興味を失う。宿泊先の旅館で須藤は鈴音に告白するが、その想いは受け入れられなかった。
売上
2022年度ライトノベル年間売上ランキング（同）では、推定87,583部を記録した本巻が16位を獲得した。

### 第9巻
2学期末の特別試験は協力型総合筆記テストとなる。清隆は南雲と退学を賭けた勝負を持ちかけられるが鬼龍院の乱入により一之瀬が生徒会を退会、勝負は成立しなかった。生徒会の3年生が引退し鈴音が生徒会長となり、櫛田が副生徒会長・七瀬が書記として生徒会に加入する。清隆は神崎の依頼により休日に一之瀬と2人きりで会うことを約束するが、それを契機に交際を続けていた恵とは冷戦状態となる。一之瀬はAクラスへの昇格を諦めないこと、そのために生徒会を辞めたことを清隆に告げる。特別試験は堀北クラスが坂柳クラスに勝利し、一之瀬クラスも龍園クラスに勝利する。一之瀬は清隆に対して改めて好意を告げ、身を引くつもりだったがいつか清隆に振り向いてもらえる人間になると伝えた。
売上
2023年度ライトノベル年間売上ランキング（同）では、推定108,412部を記録した本巻が6位を獲得した。
アンケート企画
「ラノベニュースオンラインアワード2023年2月刊」では「総合部門」に選出された。

### 第9.5巻
冬休みに入るが清隆は恵がインフルエンザに罹患したため喧嘩した状態のままクリスマスを過ごす。ケヤキモールに展示されたのクリスマスツリーの前で一之瀬と出会った清隆は2人で写真を撮る。クリスマスの翌日、Bクラスの8名が清隆の能力について相談を行うが、橋本に盗聴され満場一致試験のいきさつを知られてしまう。その夜有栖と共にケーキを堪能した清隆は、有栖から漠然とした告白を受ける。恵と仲直りした清隆は橋本からAクラスへのヘッドハンティングを受ける。
売上
2023年度ライトノベル年間売上ランキング（同）では、推定92,280部を記録した本巻が11位を獲得した。
アンケート企画
「ラノベニュースオンラインアワード2023年6月刊」では「総合部門」「熱かった部門」に選出された。

### 第10巻
冬休みが終わり3学期が始まった。3学期の特別試験は『生存と脱落の特別試験』であった。その内容は4クラスが順番に回答する生徒と問題のジャンルおよび難易度を指定、指定された生徒が回答に成功した場合は加点されるが、3度回答に失敗した場合は試験からの脱落および減点を課せられるというものであった。一之瀬は恵を連続指名し、退学へ追い込もうとしているかのように振る舞うが、鈴音が恵を連続でプロテクト指名し退学を阻止する。一方龍園は坂柳クラスの橋本と通じ、さらに一之瀬の提案を利用して坂柳クラスを最下位に陥れる。その結果坂柳クラスからは神室が退学者となる。
売上
2023年度ライトノベル年間売上ランキング（同）では、推定67,862部を記録した本巻が19位を獲得した。

### 第11巻
昨年と同じく全学年参加の混合合宿が行われることとなり、進路が決まっていない一部の3年生を除く全生徒が栃木の山奥へと向かった。混合合宿ではクラスポイントの増減は無く、3日間にわたり体験学習を通じてプライベートポイント獲得の機会が設けられた。清隆は南雲から個人戦で3敗したら負けという条件で勝負を挑まれ、その勝負に同意する。清隆は南雲との勝負に勝ち、別途プライベートポイントを獲得した。合宿終了後、有栖と龍園は真嶋および坂上2名のクラス担任立会いの下、次の学年末試験の敗者が退学する契約を結ぶ。

### 第12巻
2年生における学年末特別試験はA（有栖）クラス対C（龍園）クラスの対決およびB（鈴音）クラス対D（一之瀬）クラスの対決となった。清隆は前園を退学に追いやりその一因を一之瀬に負わせたこと、さらに一之瀬の弱みを突くことでBクラスを勝利に導く。一方AクラスとCクラスの対決では、有栖が圧倒的に有利な状況で勝負が進み、龍園は敗北を覚悟する。しかし、試験のさなか、清隆から有栖にしか汲み取れない伝言を受け取った有栖は勝利を龍園に譲る。

### 第12.5巻
学年末特別試験に勝利した鈴音のクラスはAクラスへの昇格を確実なものとする。一方その過程で前園を退学させた清隆はクラスの皆から説明を求められ、前園が橋本と付き合っておりクラスの情報を流していたこと、そして一之瀬に勝利するためにはやむを得なかったと語り、一定の理解を得られながらも一部の生徒には疑念を抱かれる。3月30日、清隆は軽井沢とのデートで別れを告げ、その夜に一之瀬の部屋へと赴く。清隆は一之瀬の退学を条件に一之瀬のクラスをAクラスへ昇格させることを持ち掛けるが、一之瀬は清隆が僅かな可能性として望んでいた第三の回答、一之瀬が退学しないまま清隆と共にAクラスを目指すという回答を導き出す。清隆は学年末特別試験における一之瀬への仕打ちから恨まれることを覚悟していたが、一之瀬は再び清隆への思いを告げ、一夜を共に過ごす。退学を選択した有栖は清隆に自身が抜けた後のクラスを託し、清隆は有栖が抜けたクラスへ移籍する。